# Comando de la Guardia Fronteriza de la República Islámica de Irán
Comando de la Guardia Fronteriza de la República Islámica de Irán (en persa: فرماندهی مرزبانی جمهوری اسلامی ایران), comúnmente conocida como Guardia Fronteriza Naja (en persa: مرزبانی ناجا), es una subdivisión de un cuerpo de seguridad y policíaco  de la República Islámica de Irán y el único organismo en Irán que realiza guardia y control de las fronteras terrestres y marítimas del país persa. La unidad se fundó en 2000, y de 1991 a 2000, las tareas de la unidad est+an bajo el mandato de un  delegado de Seguridad de NAJA. Antes de 1991, el control fronterizo era deber de la Gendarmería.

Escudo del Comando de la Guardia Fronteriza de la República Islámica de Irán